# Mainà coronat
El mainà coronat (Basilornis galeatus) és una espècie d'ocell de la família dels estúrnids (Sturnidae) que habita els boscos de les illes Banggai i Sula, a l'est de Sulawesi. El seu estat de conservació es considera gairebé amenaçat.